# Grémial
 (août 2017).

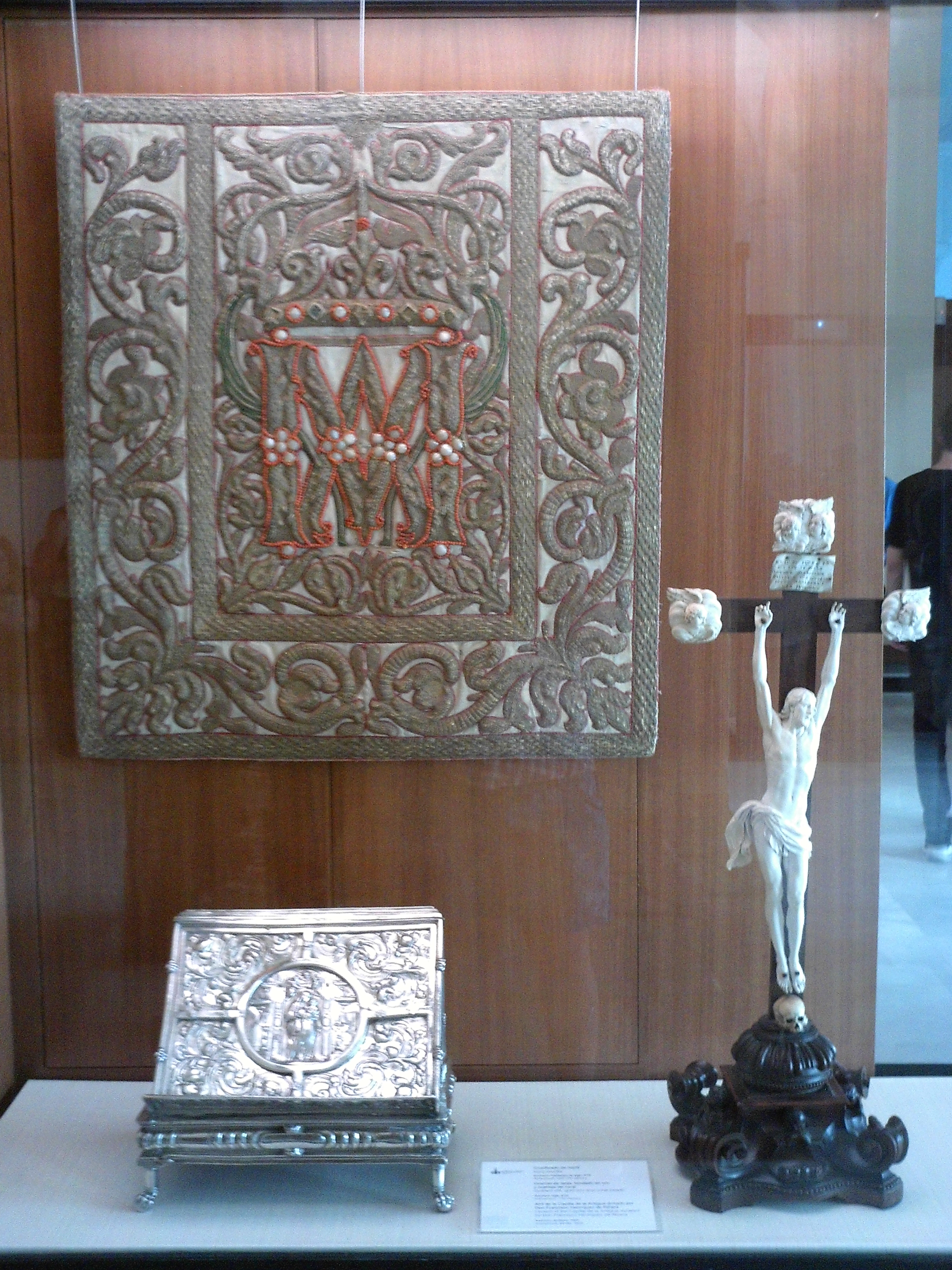
Grémial brodé du monogramme de l'Ave Maria (17^{e} siècle).

Le grémial est un tissu carré ou oblong qu’un évêque doit normalement porter sur ses genoux, selon le « Cérémonial des évêques » et le « Pontifical », lorsqu’il est assis sur son trône pendant que la chorale chante le Kyrie, le Gloria et le Crédo, lors de la distribution de cierges bénits, des palmes ou des cendres, pendant le lavement des pieds au cours de la messe du Jeudi saint, et aussi pendant les onctions quand on confère les ordres sacrés.
Étymologie : du latin gremium, giron.

## Description
On n’utilise jamais le grémial pendant les vêpres pontificales. Leur rôle principal est d’empêcher que se salissent les autres ornements pontificaux, surtout la chasuble.
Le grémial utilisé au cours de la messe pontificale est fait en soie. Il est en principe décoré d’une croix en son centre, et garni d’une broderie de soie. Sa couleur doit correspondre à la couleur de la chasuble.
Les grémiaux utilisées pour d’autres fonctions sont en lin, afin de faciliter leur nettoyage s’ils se sont salis.

## Histoire
On sait peu choses de son histoire ; il semble que son origine remonte à la fin du Moyen-Âge. C’est l’Ordo romain de Giacomo Stefaneschi (vers 1311) qui en fait mention pour la première fois (n. 48.) ; peu de temps après on en fait mention dès 1339 dans les statuts de John Grandisson (en) d’Exeter ; dans les premiers temps, il était utilisé non seulement par les évêques, mais aussi par des prêtres. Il n’est pas béni et ne possède pas de signification symbolique.